# Mahadev Govind Ranade

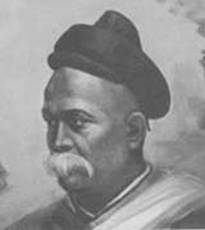
Mahadev Govind Ranade

Mahadev Govind Ranade ⓘ (Hindi महादेव गोविंद रानडे Mahadeva Govinda Ranade) (* 18. Januar 1842; † 16. Januar 1901) war ein indischer Richter, Autor und Sozialreformer, der vor allem im Zusammenhang mit der Bildung der Indian National Social Conference in Bombay bedeutenden Einfluss auf die indische Nationalbewegung des späten 19. Jahrhunderts nahm.

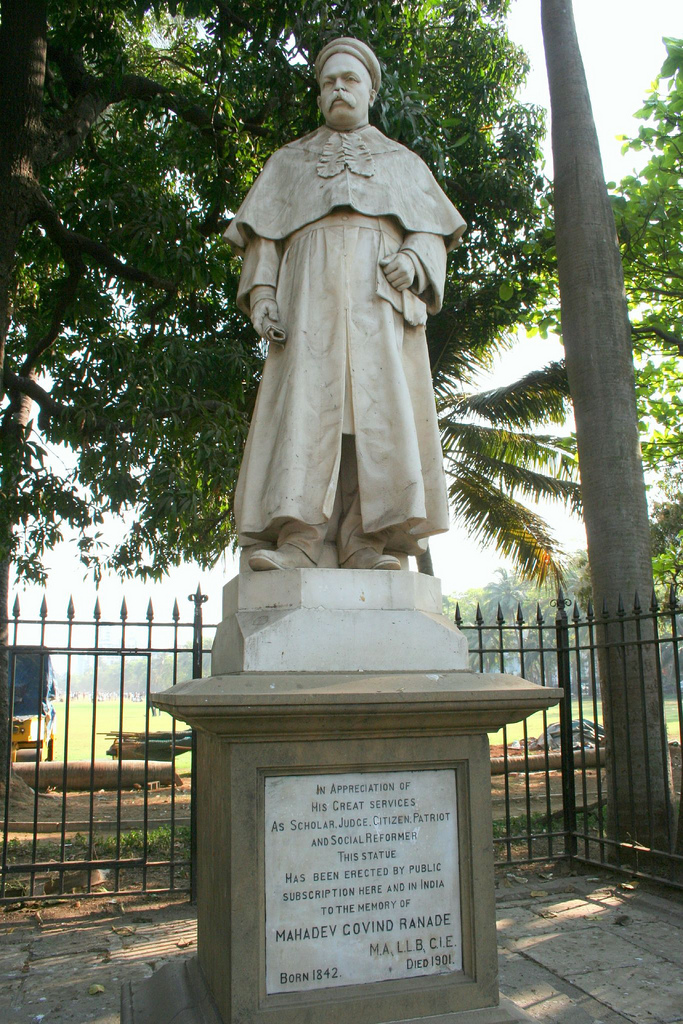
Ranade-Statue am Rande des Oval Maidan, auf der Seite zur Churchgate Station, Mumbai

## Herkunft und beruflicher Werdegang
Mahadev Govind Ranade wurde als Kind einer einfachen, aber keineswegs armen Brahmanenfamilie aus der Untergruppe der Citpavan-Brahmanen in Niphad geboren, einem kleinen Dorf im Nasik-Distrikt in Maharashtra, ca. 200 Kilometer nordöstlich von Bombay. Seine Kindheit verbrachte er in der ehemaligen marathischen Fürstenstadt Kolhapur im Südwesten Maharashtras, wo er zunächst an einer Marathi-Grundschule eine Primärausbildung, dann an der Kolhapur English School bis 1856 eine englische Schulausbildung erhielt. 1857, im Alter von vierzehn Jahren, wechselte er auf die Elphinstone High School, 1858 begann er ein Jura-Studium am soeben neu gegründeten Elphinstone College in Bombay. Drei Jahre später zählte er zu den ersten 21 Studenten, die dort ihr Examen ablegten. 1862 erlangte er hier den B.A. (Bachelor of Arts), 1864 den M.A. (Master of Arts), und 1866 schloss er sein Studium mit Auszeichnung an der Government Law School mit dem LL.B. (Legum Baccalaureus, Bachelor of Laws) ab. Der Gelehrte, Orientalist und Sozialreformer R.G. Bhandarkar zählte zu seinen Studienkollegen. Ab 1861 lehrte Ranade am Elphinstone College Geschichte, Geographie, Arithmetik, Wirtschaftswissenschaften, Logik und Englisch. Ab 1862 lehrte er zusätzlich die Sprache Marathi. 1866 ernannte ihn die University of Bombay zu ihrem ersten indischen Fellow.
Die englische Bildung hatte zweifellos maßgebenden Einfluss auf Ranades Leben und seine Karriere als Reformer. Er beherrschte die englische Sprache perfekt, und mit der englischen Literatur öffnete sich ihm eine ganz neue Ideenwelt. Er war sich der hohen Bedeutung europäischer Bildung bewusst. Auch in der britischen Kolonialherrschaft sah er für Indien mehr Vor- als Nachteile:
„The important thing about any body of knowledge is that it should tell us what we are, what our duty is, what we are to do in this world, what our rights are, and such like matters. This is the knowledge we ought to seek after, no matter wether it originated in our own country or in a foreign country. Now that knowledge has been more or less discovered by the European learning, whereas even in the flourishing times of our Indian learning there is no trace of it … the English rule should be regarded as a fortunate occurrence for India.“
Nach einer kurzen Tätigkeit als Richter im britischen Protektorat Kolhapur ab September 1867 wurde Ranade im März 1868 zum Assistenz-Professor für Englisch und Geschichte am Elphinstone College in Bombay ernannt. Neben seiner Lehrtätigkeit nahm er verschiedene richterliche Aufgaben am High Court in Bombay wahr, bis er 1871 schließlich nach bestandener Rechtsanwaltsprüfung von der Regierung von Bombay zum Richter in Pune ernannt wurde. Als äußerst gewissenhafter Richter, der jedem Urteil gleich viel Bedeutung beimaß und penibel darauf bedacht war, alle Quellen zu berücksichtigen, erwarb er sich hohes Ansehen.
Im Januar 1878 wurde Ranade, mittlerweile der Kopf der Sozialreformbewegung in Maharashtra und damit den Briten ein Dorn im Auge, vom neuen Gouverneur in Bombay, Sir Richard Temple, nach Nasik versetzt. Bereits im März 1881 wurde er jedoch zum Subordinate Judge berufen und kehrte wieder in seine geliebte Stadt Pune zurück. 1884 wurde er zum Richter am Small Courses Court in Pune berufen, worauf in der anglo-indischen Presse bittere Beschwerden gegen seine Ernennung aufkamen, denn in der Regel wurden derart hohe Posten in der Justiz mit Engländern aus dem Indian Civil Service besetzt. Noch vehementere Kritik erhob sich, als Ranade 1893 nach dem Tod des Sozialreformers K.T. Telang dessen Sitz am Bombay High Court einnahm. Zwar war man sich über seine Eignung einig, denn durch seinen Fleiß und seine akribische Arbeitsweise hatte er sich überall hohes Ansehen erworben. Jedoch war es vor allem sein starkes Engagement in der Nationalbewegung, die seine Ernennung verzögerten. Als er den Posten schließlich dennoch erhielt, feierte ihn ganz Indien, in Maharashtra galt er gar als "ungekrönter König".

## Engagement

### Religion
1867 wurde in Bombay der Prarthana Samaj (ungefähr „Gebetsrunde“) gegründet, dem Ranade noch im selben Jahr beitrat. Die Gruppe hatte sich das Ziel gesetzt, Prinzipien eines aufgeklärten Theismus zu verbreiten, basierend auf den Veden. Vorbild des Prarthana Samaj war der Brahmo Samaj, der 1828 von Ram Mohan Roy in Kalkutta gegründet worden war. Im Gegensatz zu ihm machten sich die Mitglieder des Prarthana Samaj jedoch für eine Beseitigung der sozialen Missstände stark. Obwohl selber Citpavan-Brahmane, wandte sich Ranade gegen Kastenvorurteile, betonte die Zufälligkeit der Geburt (accidents of birth) und die Bedeutung regionaler und nationaler Einheit, auch unter Einschluss der Muslime.

### Wirtschaft
Ranade war davon überzeugt, dass sich die Konzepte der europäischen Wirtschaftswissenschaftler nicht auf Indien anwenden ließen, da die Menschen hier durch den starken Einfluss von Kaste und Familie nicht als Individuum frei handeln können. Statt für einen freien Wettbewerb plädierte er daher für staatliche Einflussnahme, Indien müsse sich selbst ausländischen Investoren öffnen, damit die Industrialisierung im Land vorangetrieben werden könne.
1890 gründete Ranade in Pune die Industrial Association of Western India mit dem Ziel, Indien der wirtschaftlichen Unabhängigkeit einen Schritt näher zu bringen. Mittlerweile waren selbst Kleidungsstücke aus dem Ausland billiger als die eigens produzierten, dasselbe Schicksal hatte Rohstoffe wie Wolle, Seide und Öl ereilt. Als Abhilfe forderte er daher staatliche Subventionen.
Im Gegensatz zu den meisten anderen indischen Nationalisten sah Ranade die Kolonialherrschaft Großbritanniens über Indien nicht als Ursache für die Armut des Landes an. Als Hauptgründe der Armut nannte er vielmehr: 1. Abhängigkeit von der Landwirtschaft, 2. Mangel an Investitionskapital für neue Industrien (v. a. Eisen), 3. veraltetes Kreditsystem, 4. Überbevölkerung in manchen Regionen, 5. fehlende Risikobereitschaft in der Bevölkerung, 6. Unvereinbarkeit der traditionsgebundenen Sozialstruktur der indischen Gesellschaft mit den Erfordernissen einer mobilen Wirtschaft.

### Geschichtsschreibung
Ein weiteres wichtiges Tätigkeitsfeld Ranades war die Geschichtsschreibung. Zusammen mit K.T. Telang schrieb er an einem Geschichtswerk über die Marathen im 17. Jahrhundert, das allerdings wegen Telangs Tod nicht vollendet werden konnte. Lediglich der erste Teil, „Rise of the Maratha Power“, wurde 1900 als Zusammenfassung einer Essayreihe veröffentlicht, ein Jahr vor Ranades Tod. Mit diesem Werk zeigte er erstmals auf eine jüngere indische Vergangenheit, auf die es sich stolz zu sein lohne, anstatt wie die anderen indischen Geschichtsschreiber vor ihm nach einem „Goldenen Zeitalter“ in früher Vorzeit zu suchen. Mit der Beschreibung der Hindu-Macht der Marathen, die sich im 17. Jahrhundert fast über den gesamten indischen Subkontinent ausbreitete, brachte er eine neue Sichtweise in die indische Geschichtsschreibung ein. Nach seiner Interpretation rangen die Engländer die Macht auf dem indischen Subkontinent nicht vorrangig den Mogulherrschern, sondern den Marathen ab, die sich erfolgreich von dem Joch der muslimischen Herrschaft befreit hatten. Auch mit einer gehörigen Portion Maratha-Patriotismus ist das Werk nüchtern und weise im Urteil. Als Verdienst ist vor allem die exzellente Charakterisierung des Marathen-Herrschers Shivaji (1617–1680) zu werten, den Ranade für einen erstrangigen Reichsgründer und Staatsmann hielt. Die Erwachung Maharashtras sei ein erstes Beispiel der Nationenbildung in Indien, da es keine aristokratische Bewegung gewesen sei, sondern eine, die von der gesamten Bevölkerung getragen wurde. Die religiösen Strömungen der Marathenzeit, die Shivaji förderte, mit ihrer Kritik an überkommenen Riten verglich Ranade mit der Reformationsbewegung in Europa. Dem ersten Teil seines Werks ("Rise") sollten eigentlich zwei weitere ("Progress", "Fall"") folgen, die jedoch durch Ranades Tod nicht zustande kamen.
Ranade wertete Shivajis Regierungsrat, den Ashta Pradhan, als ein konstitutionelles Element, das durchaus mit dem Rat des Vizekönigs in Indien vergleichbar sei. Spätere historische Forschungen haben jedoch ergeben, dass Ranade aus der aktuellen Sicht die Vergangenheit zu unkritisch gelesen hatte und dem Ashta Pradhan eine viel größere Bedeutung beimaß, als es diesem zustand. Denn der Rat tagte nur sehr unregelmäßig, wenn überhaupt. Doch als Ranade seine Interpretation vorlegte, traf sie genau den Nerv der Zeit. Sie wurde weithin dankbar als Beweis dafür aufgenommen, dass Inder bereits früh in der Lage waren, ohne Hilfe westlicher Vorbilder eine konstitutionelle und repräsentative Regierung zu bilden.
Seine historischen Arbeiten trugen Ranade den Titel "Vater der Marathengeschichte" ein.

### Politik

#### Die Ausgangslage
Mit dem zunehmenden Kontakt mit der westlichen Welt begann ein Teil der indischen Gesellschaft, die eigenen Bräuche und Werte in Frage zu stellen. Vor allem folgende Themen wurden zum Kern der öffentlichen Debatte: Kinderheirat; Verbot der Wiederheirat für Witwen; Ehen mit großem Altersunterschied (junge Mädchen und alte Männer); System der Mitgift; Verweigerung der Bildung für Frauen; Spaltung der Gesellschaft durch das Kastensystem; Unberührbare. Insbesondere das Thema der Kinderheirat und das daraus resultierende Problem der frühen Verwitwung der Frauen gerieten 1884 durch zwei Publikationen von Malabaris in den öffentlichen Fokus.
Anfang der 1880er Jahre kam in Pune im Bundesstaat Maharashtra ein politischer Konflikt zwischen zwei Lagern der Nationalbewegung auf. Über die Notwendigkeit der Verteidigung der indischen Institutionen gegenüber den Engländern an sich herrschte allgemeines Einvernehmen. Verschiedene Auffassungen gab es jedoch in der Frage, mit welcher Vehemenz sie zu verteidigen seien. Zwischen den Gemäßigten um Ranade und den Radikaleren um Bal Gangadhar Tilak entwickelte sich zunehmend eine Polarisierung, die besonders bei Fragen der Sozialreform deutlich wurde. Uneinigkeiten entfachten sich vornehmlich bei zwei Fragen. Die erste war, ob die Hindu-Gesellschaft nach dem Vorbild des westlichen Liberalismus reformiert, oder ob dagegen nicht lieber die alten Werte wiederbelebt werden sollten. Die erste Meinung vertrat Ranade, die zweite die jüngere Richtung der Unabhängigkeitsbewegung um Tilak.

#### Die Ziele der Sozialreformbewegung
Das vorrangige Ziel der Reformbewegung sah Ranade in der Verbesserung der Frauenrechte. Um 1880 verlagerte sich die öffentliche Debatte von dem Thema der aufgezwungenen Witwenschaft zu dem der Kinderheirat, da diese eben die Hauptursache der frühen Witwenschaft darstellte. Beide Lager strebten dasselbe Ziel an, nämlich das der Selbstregierung (swaraj), und Einigkeit herrschte ebenso in der Ansicht, dass Indien erst dann die Unabhängigkeit rechtmäßig einfordern könne, wenn es beweist, dass es die Missstände der eigenen Gesellschaft beheben kann. Folgendes Zitat Tilaks bringt es auf den Punkt:
„If we want that we should be proficient in the art of self government, the first qualification we should show is the ability to manage our own business among ourselves, and particularly that business which will be better regulated by ourselves than by the passing of an act or resolution. ... Let our people, therefore, form associations, frame rules, and restraints for themselves and do all they can to check ... this evil custom [of child marriage].“
Als Professor am Elphinstone College in Bombay sowie als Richter im Dienste der Präsidentschaft Bombay konnte sich Ranade keine offene Opposition gegen die Kolonialherrschaft leisten. Anstatt einer politischen Revolution strebte er eine Sozialreform der indischen Gesellschaft an. Von einer Wiederbelebung der alten Bräuche, wie sie von den orthodoxen Reformern um Tilak angestrebt wurde, hielt er wenig.
Ranade war davon überzeugt, dass eine Reformierung der Gesellschaft nur möglich sei, wenn sie alle ihre Bereiche gleichzeitig betrifft, vom politischen über den sozialen und den religiösen bis hin zum wirtschaftlichen Bereich. Die einzelnen Bereiche des gesellschaftlichen Lebens beeinflussten sich seiner Meinung nach gegenseitig:
„Like the members of our body, you cannot have strength in the hands and the feet if your internal organs are in disorder; what applies to the human body holds good of the collective humanity we call the society or state. It is a mistaken view which divorces considerations political from social and economical, and no man can be said to realise his duty in one aspect who neglects his duties in the other directions.“
Das Bild des lebenden Körpers hielt Ranade auch deshalb für zutreffend, da dieser nicht wiederbelebt werden könne. Ebenso sei es nicht ratsam, alte Bräuche wiederzubeleben. Denn die Tatsache, dass sie im Laufe der Zeit verändert wurden zeige ja gerade, dass sie fehlerhaft waren. Entgegen der radikaleren Fraktion um Tilak, die für eine Wiederbelebung der alten Bräuche eintrat, ging es Ranade vielmehr um eine völlige Überholung der alten Bräuche, einer Reform nach westlichen Maßstäben. Seine Grundthese war daher: „Revival is impossible“.

#### Sarvajanik Sabha
1870, nur ein Jahr vor seiner Berufung nach Pune, war ebendort die Sarvajanik Sabha gegründet worden, der sich Ranade bald anschloss. In dieser Gesellschaft fand er ein Forum zum Ausdruck seines brennenden sozialen Gewissens. Schon bald übernahm Ranade die leitende Position, er sollte für die kommenden 22 Jahre das Herz und die Seele der Gesellschaft werden. Die Sabha spielte eine entscheidende Rolle im politischen Erwachen Westindiens sowie bei der Bildung einer öffentlichen Meinung über politische, soziale und wirtschaftliche Fragen. Ranade nutzte sie als Plattform, um die britische Regierung auf soziale Missstände in der indischen Bevölkerung aufmerksam zu machen. Als etwa Premier Gladstone 1871 das Parliamentary Committee ernannte, das die finanzielle Lage Indiens klären sollte, antwortete die Sarvajanik Sabha 1873 mit einem eigenen Bericht. Während das Parliamentary Committee mit Ende der Amtszeit Gladstones aufgelöst wurde, veröffentlichte Ranade seine umfassenden Untersuchungen 1877 schließlich in dem vierbändigen „A Revenue Manual of the British Empire in India“.
Unter Ranades bedächtiger Führung übte die Sarvajanik Sabha stets konstruktive Kritik. Nach der verheerenden Hungersnot im Jahre 1877 auf dem Dekkan fand er für die britische Regierung nicht nur Kritik, sondern lobte auch ihre Hungerhilfe. Mit dieser klugen Diplomatie erwarb er sich hohes Ansehen, unter Ranade entwickelte sich die Sabha zu einem vergleichsweise einflussreichen Gremium. Ihr Ansehen und Einfluss sollte sie jedoch 1897 – Ranade hatte da bereits seine Verantwortung abgegeben – durch unbedachte und hitzige Aktionen verspielen.
Ein wichtiges Sprachrohr schuf sich Ranade mit dem „Quarterly Journal of the Sarvajanik Sabha“, das erstmals 1878 erschien und zu dem er selbst den Hauptteil beitrug. Das Ziel der Zeitung war es, über die Arbeit und die erreichten Fortschritte der Sabha zu berichten, eine unabhängige Plattform für den Meinungsaustausch zu bieten und damit die Debatte über politische und soziale Fragen der Zeit anzustoßen.

#### Indian National Social Conference
Doch Ranades bedeutendster Beitrag zur sozialen Reform in Indien war zweifellos seine Arbeit im Zusammenhang mit der Indian National Social Conference. Mit Gründung des Indischen Nationalkongress im Jahre 1885 war bereits eine Diskussionsplattform geschaffen worden, die sich neben politischen auch mit sozialen Themen befassen sollte. Dass soziale Reformen notwendig waren stellte kaum jemand in Abrede. Doch bereits auf der ersten Sitzung des Kongresses sprach sich die Mehrheit dafür aus, dass soziale Fragen zukünftig nicht Teil seiner Agenda sein sollte. Vorrangig herrschte die Angst, dass die politische Unabhängigkeitsbewegung über die Frage der Sozialreform gespalten werde. Tatsächlich war es bei der sehr heterogenen indischen Gesellschaft in sozialen Fragen naturgemäß sehr viel schwieriger wenn nicht ganz unmöglich, auf einen gemeinsamen Nenner zu kommen. Diese Fragen sollten daher zukünftig separat in einem „class congress“ besprochen werden. Kongress-Präsident Dadabhai Naoroji, selbst von der Notwendigkeit sozialer Reformen überzeugt, begründete dies auf dem zweiten Kongress 1886 in Kalkutta damit, dass soziale Fragen am effektivsten nur in den einzelnen Klassen und Kasten unter sich gelöst werden könnten. Malabari’s Notes hatte die Hindus in Anhänger und Kritiker einer Sozialreformbewegung gespalten. Eine gemeinsame Behandlung beider Bereiche, wie sie Ranade anstrebte, war nunmehr unmöglich. Für die Behandlung sozialer Fragen machten sich vor allem Ranade und Ragunatha Rao stark. Anstatt es jedoch zu einem offenen Bruch mit Naoroji und dem Kongress kommen zu lassen, gründeten sie 1887 auf der dritten Sitzung des Kongresses in Madras die Indian National Social Conference.
Das Ziel der Konferenz war es, die Kräfte der Reformbewegung zu stärken und zu bündeln. Zu diesem Zweck sollten auf ihren Sitzungen Repräsentanten verschiedener Verbände und Bewegungen zusammengeführt werden, die soziale Missstände bekämpften und bisher über ganz Indien verstreut waren. Diese Vereinheitlichung der sozialen Reformbewegungen in Indien war der größte Verdienst der Konferenz. Durch sie gewann die Thematik ein viel breiteres Publikum, gemeinsam mit dem Kongress leistete die Social Conference einen entscheidenden Beitrag zur Entstehung eines Nationalbewusstseins in Indien. Das Forum der Indian National Social Conference ermöglichte es, sozial-reformatorische Ideen an ein weitaus größeres Publikum zu verbreiten als es bisher möglich gewesen war. Vor allem aber hatte es diese Form der Öffentlichkeit bisher in Indien noch nicht gegeben. Durch die Social Conference konnten sich erstmals Privatpersonen der Öffentlichkeit mitteilen. Hier entstand ein Raum für Diskussionen, deren Protagonisten erstmals nicht aus den herrschenden Klassen kamen. Seit ihrer Gründung tagte die Indian National Social Conference jährlich direkt im Anschluss an den Congress. Ranade blieb für die ersten 13 Jahre die dominierende Figur in der gesamtindischen Sozialreformbewegung.
Dass die Ergebnisse der Diskussionen nur Ratschläge an die lokalen Reformgruppen waren und jeglichen verbindlichen Charakters entbehrten, konnte die Bedeutung der Konferenz nicht schmälern, und anders hätte sie ohnehin nicht funktioniert. Die INSC traf sich jährlich im Dezember für mehrere Tage in einer der Provinzhauptstädte, unmittelbar im Anschluss an die Sitzungen des Kongress. Als Tagungsort diente dasselbe Zelt (pandal), das auch der INC nutzte. Die mehreren hundert Teilnehmer setzten sich aus Delegierten des Kongress sowie Interessierten aus der Umgebung zusammen. Zum Präsidenten wurde jährlich eine lokale prominente Person gewählt. Wie der Kongress schloss auch die Konferenz religiöse Fragen aus ihrer Agenda aus, um eine Spaltung unter ihren Anhängern zu vermeiden. Zu ihnen zählten Repräsentanten verschiedener reformierter religiöser Gruppen (Prarthana Samaj, Brahmo Samaj und Arya Samaj) sowie verschiedene Kastenorganisationen. Dass die Einheit in sozialen Fragen gelang und religiöse Differenzen im Hintergrund blieben, war nur möglich, weil die Konferenz ihrem Selbstverständnis nach eine Komponente der politischen Bewegung und damit säkular war. Den Glauben an den nationalen Fortschritt konnte sich jeder Reformer zu eigen machen, unabhängig von seinem sozialen und religiösen Hintergrund.
Ranades Ziel, durch die Behebung der sozialen Missstände Selbstbewusstsein in der indischen Bevölkerung anzuregen, zeigte in nur wenigen Jahren Erfolge. In einem Rundschreiben anlässlich der achten Sitzung der Social Conference, die 1894 in Madras stattfand, konstatierten Ranade und einige herausragende Persönlichkeiten aus dem ganzen Land, dass Indien gerade unter den aktuellen belebenden Einflüssen langsam aber sicher ein Nationalbewusstsein entwickle.
In Pune entstand das Zentrum der Bewegung, 1889 hatten sich hier schon 549 Personen der Reform verschrieben, Personen hohen gesellschaftlichen Ranges zählten dazu. Die Social Conference stand Menschen jeder Religionszugehörigkeit offen, neben Hindus nahmen auch Muslime und Christen am Gremium teil. Durch Briefe in alle Richtungen regte Ranade die Menschen außerdem dazu an, seinem Beispiel zu folgen und in ihren Heimatorten ähnliche sozialreformatorische Organisationen zu gründen. Wenn er auch Gewalt für die Durchsetzung seiner Ziele kategorisch ablehnte, so hieß das noch lange nicht, dass es ihm an Durchsetzungswillen mangelte. Die Eröffnungsreden, die er jährlich zu Beginn der Sitzung hielt, erinnerten an „Lageberichte“ eines Generals, der seine Augen fest auf das letzte Ziel gerichtet hält. Gleichzeitig lag ihm daran, Ungeduld und übersteigerte Begeisterung aus den eigenen Reihen nicht überhandnehmen zu lassen. Es wird deutlich, dass er sein Ziel mit äußerstem Pragmatismus verfolgte. In einer dieser Eröffnungsreden machte er sich über alle lustig, die zwar verbal zustimmten, dass Reformen wünschenswert seien, aber selber keine konkreten Schritte diesbezüglich unternähmen.
Anstatt praxisferne Ziele zu formulieren, hatte die Indian National Social Conference ganz konkrete Lösungsansätze. Sie befasste sich mit den unterschiedlichsten aktuellen sozialen Fragen und Problemen aller Gesellschaftsbereiche. Ranade selbst war in ständigem Kontakt mit Menschen aus allen Teilen des Landes, um gemeinsame reformatorische Programme gegenseitig abzustimmen. Der folgende kurze Abriss soll zeigen, mit welcher Vielfalt von Ideen und Themen sich die Teilnehmer auseinandersetzten. Der Schwerpunkt der Reformen lag auf der Verbesserung der Situation der Frauen. Ihnen sollte Bildung ermöglicht werden, wobei noch nicht geklärt war, welche Art von Bildung sie erhalten sollten.
Eine der wichtigsten Ansätze in diesem Bereich war der Vorschlag, den meist jungen Witwen, die als junge Mädchen geheiratet hatten, eine erneute Heirat zu erlauben. Dieses Anliegen wurde allerdings stark durch die Kastenregeln behindert. Deshalb sollte dieses Problem vorsichtig angegangen werden, indem orthodoxe Kastenmitglieder bei der Entscheidungsfindung miteingebunden wurden. Außerdem wurde das Mindestheiratsalter festgelegt, danach war eine Heirat Jungen nicht vor dem 16., Mädchen nicht vor dem 10. Lebensjahr erlaubt. Eine Möglichkeit, das Heiratsalter zu heben, sah Ranade darin, dass die Universitäten ihre Ehrungen und Auszeichnungen an die Bedingung binden sollten, während der Studienzeit nicht zu heiraten.
Die Reformen betrafen auch den Bereich der Erziehung und Bildung von Kindern und Jugendlichen. Kindern, die bisher aus Gründen der Armut oder schlicht der Ignoranz der Eltern keine Bildung genossen hatten, sollte die Möglichkeit eines Schulbesuchs von wenigstens vier oder fünf Jahren gegeben werden, damit diese die elementarsten Kenntnisse erlernten. Zumindest in größeren Dörfern und Städten sollten die Schulen in eigenen Gebäuden untergebracht sein.

#### Das Scheitern der Sozialreformbewegung
Doch trotz aller Erfolge gelang es Ranade nicht, die wachsenden Risse, die quer durch die Nationalbewegung verliefen, zu kitten. Nach 1890 wurden die Gemäßigten um Ranade zu einer eigenständigen Fraktion im sozialen und politischen Konflikt in Maharashtra. Ständige Reibungen zwischen unterschiedlichen Fraktionen machten das politische Klima zunehmend schwieriger. Zum einen herrschte der Konflikt zwischen radikalen Sozialreformern und militanten orthodoxen Hindus. Zum zweiten gab es eine wachsende kommunale Spannung zwischen Hindus und Muslimen, und endlich gab es auch noch die wachsende Feindschaft zwischen den hinduistischen Nationalisten und der britischen Herrschaft.
Wegen Ranades Aufgeschlossenheit gegenüber dem Westen, insbesondere den Engländern brachten ihm radikalere Reformer, aber auch Mitstreiter aus den eigenen Reihen viel offene Kritik und Feindschaft entgegen. Nach und nach verlor er den Einfluss über die Bewegung in Pune. Anfang der neunziger Jahre musste er schmerzvoll erkennen, dass er unfähig war, die einzelnen Splittergruppen zu kontrollieren, wie es ihm vordem möglich gewesen war.
Entmutigend für Ranade war auch die Wandlung Pandita Ramabais, die über ein Jahrzehnt seine engste Mitstreiterin in der Bildungsreform gewesen war. Die Vorkämpferin für die Bildung von Frauen war im November 1890 mit ihrer Schule nach Pune gezogen. Als ihr eines Tages der schon lange gegen sie gehegte Verdacht nachgewiesen werden konnte, dass sie ihren Schülern christliche Lehren aufzwang und diese zu bekehren versuchte, musste dies Ranade besonders hart treffen.
Unruhen zwischen Hindus und Muslimen im Frühjahr 1895 machten deutlich, dass der Konflikt zwischen Radikalen und Gemäßigten in der Zukunft nicht mehr so leicht zu lösen sein würde wie bisher. Der Einfluss der Gemäßigten um Ranade und die Social Conference schwand zunehmend zugunsten des Congress um Tilak. Tilak setzte sich für eine Trennung der Social Conference vom Congress ein. Dazu brachte er eine Umfrage auf den Weg, ob der Social Conference weiterhin die Benutzung des Tagungszeltes, des pandals, gestattet werden sollte. Die Abstimmung endete jedoch mit einer klaren Zusage an die Conference, was Tilak schließlich zum Rücktritt bewegte.
Mitte Oktober desselben Jahres sah sich Ranade zwei Herausforderungen gegenüber. Zum einen drohte die Conference vom Congress verdrängt zu werden. In Ranades Augen bedeutete dies eine ernste Schwächung beider Institutionen. Zum anderen bestand bei einer Beibehaltung der engen Beziehung zwischen Congress und Conference die Gefahr, dass die politischen Organisationen in zwei rivalisierende Gruppen zerfallen könnten. Tatsächlich sah sich Ranade nach einer weiteren Formierung der gegnerische Kräfte um den Congress und der steigenden Gewalt mancher radikaler Hindus gegen Ende 1895 zum Nachgeben gezwungen, um weitere gewalttätige Unruhen zu verhindern. Obwohl der örtliche Ausschuss kurz vorher bei einer Wahl deutlich gegen eine Trennung gestimmt hatte, gab Ranade am 1. Dezember bekannt, dass er seine Versuche der Vermittlung aufgebe und die Conference aus der engen Bindung mit dem Congress nehme. De facto hatten sich die beiden Gremien sowieso schon voneinander entfernt, dieser Beschluss stellte also lediglich noch die letzte formale Konsequenz dar. Frustriert musste Ranade erkennen, dass all seine Bemühungen, Congress und Conference geschlossen zu halten, endgültig gescheitert waren.
Mit der Gründung der Deccan Sabha in Pune im November 1896 versuchten die Gemäßigten unter Führung Ranades, ihre Politik auch nach Ende der Indian National Social Conference weiterzuführen. Doch die politische Initiative besaß nun die jüngere Opposition um Tilak. Ranade und seine Kollegen verloren mehr und mehr ihren Rückhalt in der Bevölkerung. Tilaks radikale Forderung nach Selbständigkeit besaß dagegen weitaus mehr Attraktivität und warb den Gemäßigten erfolgreich die Anhänger ab. Wenn Ranade auch der erste war, der Pune zu einem politischen Zentrum geformt hatte, so war doch er es auch, der am heftigsten unter Angriffen auf seine Arbeit zu leiden hatte. Für die Sozialreformer war es wesentlich schwerer, ihre Ziele im persönlichen Bereich vorzuleben, als dies den politischen Reformern möglich war. Viele beugten sich in persönlichen Entscheidungen den gesellschaftlichen Konventionen, wodurch die Sozialreformbewegung als Ganzes an Glaubwürdigkeit verlor. Hier ist zum einen Ranades Entscheidung 1873 zu nennen, dem Willen seines Vaters zu folgen und mit 31 Jahren ein wesentlich jüngeres, gerade mal 11 Jahre altes Mädchen zu heiraten. Noch viel größerer Kritik sah sich Telang ausgesetzt, als er 1893 seine beiden zehn- und achtjährigen Töchter verheiratete.
Gegenüber der besonders im letzten Jahrzehnt des 19. Jahrhunderts erstarkenden politischen Nationalbewegung verlor die Sozialreformbewegung vollends an Integrationskraft, als ihr hochrangige Vertreter der britischen Regierung öffentlich Unterstützung bekundeten. Denn damit kam sie bei vielen Reformern in den Geruch, in Wahrheit antinationalistisch eingestellt zu sein. Auf die sozialen Missstände der eigenen Gesellschaft hinzuweisen, ohne damit der fortwährend von den Briten vorgebrachten Argumentation der „degenerierten, rückständigen hinduistischen Gesellschaft“ in die Hände zu spielen, war eine Gratwanderung, der die äußerst heterogene indische Gesellschaft nicht gewachsen war.
Mit schwindendem Einfluss der sozialreformerischen Ideen räumte Ranade schließlich resigniert der politischen Bühne und Pune den Rücken zu und zog sich nach Bombay zurück. Nach und nach verlor er seinen Optimismus angesichts der Reformbewegung, die ihm in Pune entglitten war. Niedergeschlagen schrieb er Mitte des Jahres 1899 an seinen Schüler Gokhale, dass ein Freund ihm aus Pune unter einer solchen psychischen Anspannung geschrieben habe
„which makes me despair of Poona, and induces me more than before to think of permanently settling here rather than be witness to such a change as that has come over Poona. ... I am speaking of the moral change which gives me more pain than anything I have felt during my last thirty years of residence in Poona.“
Nur eineinhalb Jahre später, Anfang des Jahres 1901, starb Mahadev Govind Ranade in Bombay.

## Werke
- M.G. Ranade: Rise of the Maratha Power and other Essays, Reprint of the 1. ed. 1901, Bombay 1961.
- B. Chandra: Ranade’s Economic Writings, New Delhi 1990.
- C.Y. Chintamani (Ed.): Indian Social Reform. Being a collection of essays, addresses, speeches, &c., with an appendix, part II. Madras 1901.